# Sighișoara
Sighișoara là một đô thị thuộc hạt Mureș, România. Dân số thời điểm năm 2002 là 32287 người.